# 中野徳次郎

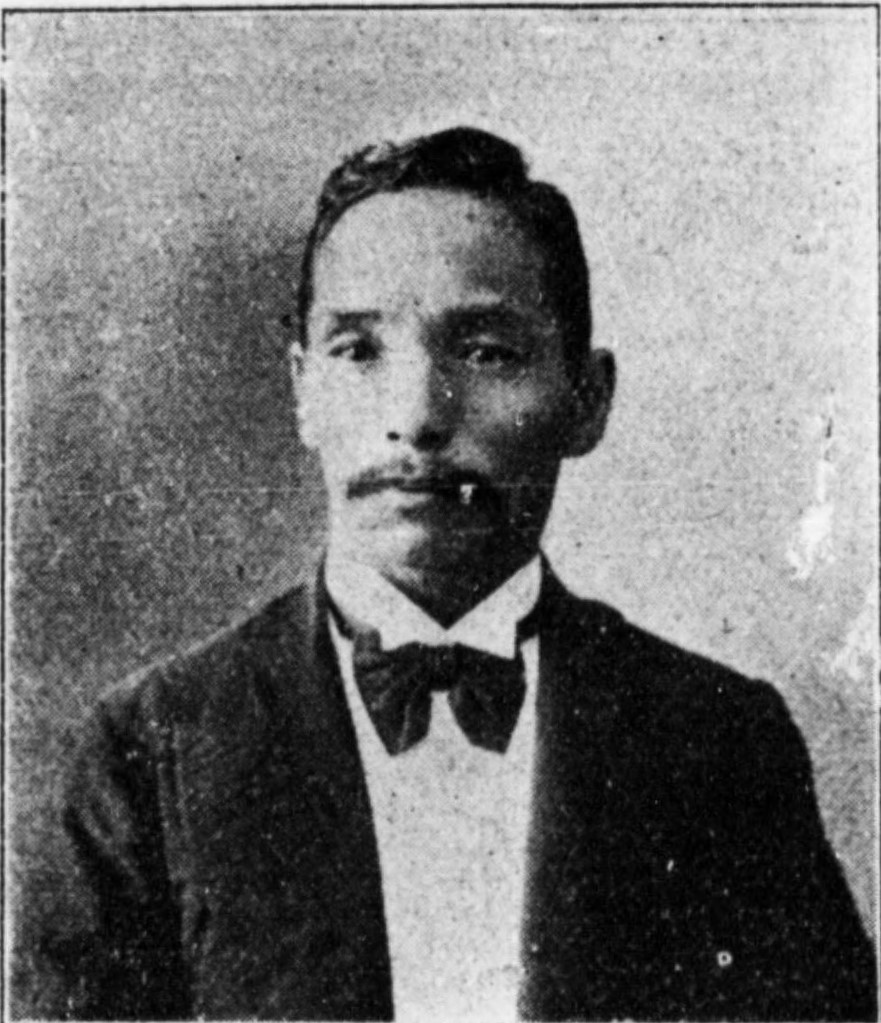
中野徳次郎

中野 徳次郎（なかの とくじろう、1858年1月25日（安政4年12月11日）- 1918年（大正7年）6月1日）は、日本の実業家、政治家。衆議院議員。

## 経歴
筑前国（現福岡県）で、中野源六、ソノ夫妻の長男として生まれる。15歳で義父・山本文吉（妻サダの父）と共にいくつかの炭鉱を経営したが、利益が上らず鉱業を一時断念した。
その後、陶器行商人、川魚の漁師、炭鉱坑夫、西南戦争の軍夫、運炭船頭などを務めた。炭鉱経営者・松本潜の知遇を得た後、1886年、白旗坑の開坑以後、次第に事業が軌道に乗り、木浦、宝満津等の炭坑開鑿の管理、肥前松島、筑前熊田、相田、大分、鞍手の各鉱区の経理を担った。その他、嘉穂銀行取締役、大分紡績取締役、九州水力電気取締役、大正電球取締役、筑前参宮鉄道取締役、日本電化工業監査役などを務めた。
1902年8月、第7回衆議院議員総選挙で福岡県郡部から立憲政友会所属で出馬して当選し、衆議院議員を一期務めた。